# Gerhard Grimm (Maler)
Gerhard Grimm (* 10. Juli 1927 in Grünsfeld; † 17. Februar 1998 in Reutlingen) war ein deutscher Maler, Grafiker und Kunstwissenschaftler.

## Leben

### Kindheit und Jugend
Grimm wurde als sechstes von sieben Kindern geboren. Seine Kinder- und Jugendjahre verlebte er in Ilvesheim. Sein Vater Karl Grimm war Rektor an der Volkshochschule. Seine familiäre Umgebung war musikalisch und künstlerisch tätig. Der Vater konnte gut zeichnen, Vater und Bruder der Mutter waren als Steinbildhauer tätig gewesen. Zeichnen und Malen entwickelten sich zu Grimms Lieblingsbeschäftigungen.
Auf die ersten Schuljahre in Ilvesheim folgte der Besuch des humanistischen Karl-Friedrich-Gymnasiums in Mannheim. Gegen Ende des Zweiten Weltkrieges wurde er mit 15 Jahren als Luftwaffenhelfer an Flakgeschützen eingesetzt und nach dem Kriegsabitur noch zum Wehrdienst eingezogen. Nach der Entlassung aus der Kriegsgefangenschaft im Sommer 1945 trug Gerhard Grimm als Schildermaler der amerikanischen Besatzungstruppe zum Unterhalt seines Elternhauses bei. Daneben holte er, da sein Kriegsabitur an manchen Hochschulen nicht anerkannt wurde, das Abitur in Heidelberg nach.

### Studienjahre
1947 begann Gerhard Grimm an der Akademie der Bildenden Künste Karlsruhe sein Studium mit dem Ziel, Kunsterzieher zu werden. Das zunächst gleichzeitig begonnene Nebenfach-Studium der Germanistik in Heidelberg brach er ab. Als neues Nebenfach wählte er die Geographie, das er an der Technischen Hochschule Karlsruhe belegen konnte. 1951 bzw. 1953 endete die Studienzeit mit den erfolgreich abgelegten Staatsexamina. Das Hauptfach Kunst studierte Grimm kurzfristig u. a. bei Karl Hubbuch und Erich Heckel, vor allem bei Otto Laible. Nach wenigen Semestern wurde Grimm Meisterschüler von Otto Laible, dem er auch nach seiner Studienzeit sehr verbunden blieb.

### Arbeit in Pforzheim
Nach seiner Akademiezeit war Grimm als Kunsterzieher an Gymnasien in Heidelberg und Karlsruhe, dann – für ein knappes Jahrzehnt – in Pforzheim tätig. Neben dem Lehrauftrag arbeitete er künstlerisch weiter. Das 1953 in der Kunsthalle Baden-Baden ausgestellte Ölbild der Pforzheimer Vorstadt Brötzingen wurde in der Zeitschrift „Das Kunstwerk“ abgebildet. Von den meisten frühen Linol- und Holzschnitten gibt es nur wenige Abzüge, und die Druckstöcke sind nicht mehr vorhanden. Beispiele sind die Holzschnitte Ilvesheim und Mädchen am Fenster. In ganzer Auflage gedruckt wurden die Holzschnitte Ebernburg (Ein Dorf in der Nordpfalz, nach der Pensionierung des Vaters, der Alterswohnsitz der Eltern), Liebespaar, der verlorene Sohn und Dompteur mit Pferd. Ihr Stil besteht in der Verbindung dekorativer Schwarz-Weiß-Flächenspannung und der Gestik des Figürlichen, die eine intensive Auseinandersetzung mit dem deutschen Frühexpressionismus verraten.

### Leben in Reutlingen
1962 wurde er Dozent für Kunsterziehung an der neu gegründeten Pädagogischen Hochschule Reutlingen und zog nach Reutlingen um. 1969 erfolgte seine Ernennung zum Professor für Kunstwissenschaften und Kunstdidaktik an der Pädagogischen Hochschule Reutlingen. Mit Beginn seiner neuen Lehrtätigkeit beschäftigte er sich öfter mit kunsttheoretischen Problemen und Fragen der Kunstphänomenologie. In den Jahren 1987, 1998 war er Vorstandsmitglied im Kunstverein Reutlingen. Er ist an einer im Krieg zugefügten Lebervergiftung verstorben.

## Wirken
Grimm hatte Ausstellungen im In- und Ausland; und hielt Vorträge im deutschsprachigen Raum. Außerdem veröffentlichte er Publikationen zu Fragen der Kunstwissenschaft und Kunstpädagogik.
Seine Inspiration bezog er aus unterschiedlichsten Themenkreisen aller Art. Menschen, Tiere, Sport und Tanz hatten es ihm besonders angetan und so entstanden eine Vielzahl an Holzschnitten und Zeichnungen mit Motiven aus diesen Bereichen. Seine künstlerische Verarbeitung von Begebenheiten, Ereignissen und Situationen konnte anrührend-emotional und heiter-humorvoll sein, aber auch spöttisch distanziert. Der Blick auf die Achalm hat Gerhard Grimm immer wieder dazu bewegt, seinen Hausberg im Holzschnitt, in der Zeichnung oder in Ölgemälden festzuhalten.

## Werk
- Der Maler Otto Laible. Thiemig, München 1970.

Buchillustrationen (Holzschnitte) zu diesen Werken:
- Carl Sternheim: Napoleon. Erzählung. 12 Original-Holzschnitte. Eremiten-Presse, Düsseldorf 1976.
- Christa Reinig: Der Hund mit dem Schlüssel. Erzählung. Eremiten-Presse, Düsseldorf 1976.
- Christa Reinig: Drei Schiffe. Erzählung. Eremiten-Presse, Düsseldorf 1978.
- Marie Luise Kaschnitz: Die drei Wanderer. Ballade. Eremiten-Presse, Düsseldorf 1980.